# وینکلارن، اتریش
وینکلارن  (به آلمانی: Winklarn) یک منطقهٔ مسکونی در اتریش است که در بخش امستیتن واقع شده‌است. وینکلارن  ۱٬۴۷۵ نفر جمعیت دارد.